# Nomius pygmaeus
Nomius pygmaeus är en skalbaggsart som först beskrevs av Pierre François Marie Auguste Dejean.  Nomius pygmaeus ingår i släktet Nomius och familjen jordlöpare. Inga underarter finns listade i Catalogue of Life.